# Tillandsia 'Fuego'
Tillandsia 'Fuego' es un  cultivar híbrido del género Tillandsia perteneciente a la familia  Bromeliaceae.
Es un híbrido creado en el año 1993 con las especies Tillandsia ionantha & desconocido.